# Vermont/Athens (métro de Los Angeles)
Vermont/Athens est une station du métro de Los Angeles desservie par les rames de la ligne C et située dans la ville de Los Angeles.

## Localisation
Station du métro de Los Angeles en surface, Vermont/Athens est située sur la ligne C à l'intersection de l'Interstate 105 et de Vermont Avenue dans le quartier d'Athens.

## Histoire
La station est mise en service le 12 août 1995, lors de l'ouverture de la ligne.

## Service

### Desserte
Vermont/Athens est desservie par les rames de la ligne C du métro.

### Intermodalité
La station est desservie par les lignes d'autobus 204, 206, 209 et 754 de Metro.